# Behind the Lines (film 1916)
Behind the Lines è un film muto del 1916 diretto da Henry MacRae che aveva come interpreti Edith Johnson, Harry Carey, Ruth Clifford, Mark Fenton, Miriam Shelby, William Human, L.C. Shumway. La sceneggiatura di Walter Woods si basa su un soggetto di Mary Rider. La storia è ambientata in Messico.

## Trama
Figlia di un diplomatico, Nina Garcia lavora come infermiera in Messico ma i rivoluzionari la costringono a fare la spia per loro. La giovane, che si impadronisce di alcuni documenti in un ospedale militare, viene scoperta e condannata morte. Quando viene arrestata, Nina si inietta un siero, creato dal dottor Hamlin, che combatte la gangrena. Il suo coraggio impressiona il medico che si spende per chiedere la grazia per la condannata, ma senza successo. La ragazza sarà salva solo all'arrivo delle truppe statunitensi che la sottraggono all'esecuzione.

## Produzione
Il film fu prodotto dalla Bluebird Photoplays (Universal Film Manufacturing Company).

## Distribuzione
Il copyright del film, richiesto dalla Blue Bird Photoplays, Inc., fu registrato il 28 agosto 1916 con il numero LP9021. Distribuito dalla Bluebird Photoplays, uscì nelle sale cinematografiche statunitensi il 18 settembre 1916.
Copia incompleta della pellicola (due rulli su cinque) si trova conservata negli archivi della Library of Congress.